# Dzogchen
Le Dzogchen (tibétain : རྫོགས་ཆེན་, wylie : rdzogs chen, contraction de rdzogs pa chen po; sanskrit : Mahāsandhi ou Atiyoga), « grande plénitude »,  « grande perfection » ou « grande complétude », est un ensemble d'enseignements et de techniques d'éveil spirituel du bouddhisme tibétain, nyingmapa, et Drikung Kagyu, et adopté à titre personnel par de nombreux maîtres d'autres lignées comme les 5e, 13e et 14e dalaï-lama ; il a aussi inspiré le 3e Karmapa. Il est également connu sous le nom d'ati-yoga (yoga extraordinaire) ou Mahā-ati.

Symbole du bouddhisme Dzogchen

Cet enseignement, tout comme la mahamudra (gelugpa, sakyapa et kagyüpa), prétend se situer au-delà des sutras et des tantras, et donc constituer un véhicule (yana) en soi, au-delà des trois véhicules traditionnels (hīnayāna, mahāyāna, vajrayāna), qu'il peut toutefois utiliser comme des moyens auxiliaires. Son principe est l'autolibération spontanée des passions et non leur transformation comme dans le tantrisme. Il présente par là certaines analogies avec le chan, qui d’ailleurs tenta de s’implanter au Tibet avant d’en être chassé, comme le relate le concile de Lhassa. On pourrait dire que le dzogchen est au bouddhisme vajrayāna ce que le subitisme est au gradualisme dans le mahayana, une voie directe, située au-delà des causes et des effets.

## Principes fondamentaux
Le point de vue dzogchen sur l'opposition fondamentale dans le bouddhisme entre Nirvāṇa et saṃsāra est que cette opposition est, comme toute dualité, relative et susceptible d'être transcendée, il serait donc inutile de vouloir quitter le samsara et de rechercher le nirvana. Il s'intéresse plutôt au point-clé de la co-émergence (sahaja) du samsara, du nirvana, et de celui qui l'expérimente (le sujet, l'ego), en entraînant son esprit à la présence vigilante, qui en permet la prise de conscience à l'instant même où elle se produit. 
Un esprit ainsi orienté est dit reposer dans la base. Celui qui ne quitte jamais la base est un Bouddha: il n'offre pas de prise au samsara lui permettant de se solidifier, autre façon de dire qu'il est libre de karma et toutes les formes d'illusions et d'attachements se libèrent spontanément, manifestant la vitalité de la bouddhéité intrinsèque, innée. 
La pratique du dzogchen est donc présentée comme un non-agir, la rapprochant du zen et du taoïsme.

« Le Dzogchen, ou Grande Complétude, est bien connu comme le système de pensée et de pratique le plus révéré parmi les anciennes traditions Bouddhistes Nyingmapa et Bön du Tibet. Dans ces traditions la  « nature de l'esprit » (sems nyid) est à la fois le but de la pratique et son point de départ. Étant entièrement sans artifice [uncontrived], elle ne s'améliore pas dans l'éveil, ni ne devient déficiente dans le saṃsāra. Toujours présente en tous les êtres, elle est la condition naturelle (gnas lugs) de chaque esprit. L'éveil est simplement la pleine évidence (mngon du gyurpa, abhimukhi) et expérience (nyams myong, anubhava) de cette condition fondamentale. »

Sogyal Rinpoché déclare:

« Le Dzogchen n'est pas seulement un enseignement, ou une autre philosophie, un autre système complexe, un ensemble séduisant de techniques diverses. Le Dzogchen est un état, l'état primordial même, l'état d'éveil total qui constitue l'essence du cœur de tous les bouddhas et de toutes les voies spirituelles ainsi que l'apogée de l'évolution spirituelle de tout individu. »

Selon Philippe Cornu :

« Avant tout, [le Dzogchen] est la grande perfection de la nature de Bouddha qui demeure en chacun des êtres, c'est-à-dire l'état naturel véritable, tel qu'on le découvre quand se dissipe l'ignorance. Cette perfection à laquelle on ne peut rien ajouter ni retrancher est la simplicité fondamentale de l'éveil, libre et sans complications. Cet état, appelé rigpa en tibétain, est à la fois primordialement pur et spontanément accompli. Sa pureté primordiale signifie qu'il n'a jamais été souillé ou affecté par quoi que ce soit, qu'il est au-delà de tout concept et jouit de la liberté naturelle depuis toujours. »

## Origine
La tradition nyingma considère que Padmasambhava et surtout Vimalamitra en sont les principaux propagateurs ; le traducteur Vairotsana, l’un des sept premiers moines ordonnés par Shantarakshita, fut également à l’origine de deux lignées désormais éteintes. Selon la tradition bönpo, Tonpa Shenrab Miwoche apporta cet enseignement au Tibet. Pour ces deux courants, la transmission du dzogchen remonte aux origines. Pour les historiens, les détails des débuts du bouddhisme dans les royaumes himalayens sont mal connus, et la genèse exacte du dzogchen reste un mystère. Les tout premiers écrits apparaissent au début de la deuxième transmission du bouddhisme au Tibet, sous forme de textes prétendument cachés durant la période du VIIIe au XIe siècle, durant laquelle les différentes lignées religieuses sont pourchassées tour à tour. Ces termas, « trésors cachés », commencent à reparaître alors que la situation semble se stabiliser quelque peu : la tradition indienne (népalaise, cachemiraise) a éliminé le chan chinois et pris le dessus sur le bön local.

### Origine selon la tradition
D’après les conceptions bouddhiste et bön, l’origine première de toute tradition est le bouddha primordial. Après une période de transmission sans dommage, des persécutions auraient poussé Padmasambhava, Vimalamitra, Vairotsana (nyingma) et Drenpa Namka (bön) à enterrer ou dissimuler leurs textes pour les préserver. Redécouverts, il arrive qu’ils soient rédigés dans une graphie magique, comme l’écriture de dakini (dayig), que le découvreur doit déchiffrer.
- Origine de la lignée Khandro Nyingthig du dzogchen nyingma (Padmasambhava) : Bouddha primordial Samantabhadra→ sambhogakāya Vajrasattva→ nirmāṇakāya Shakyamuni→ Padmasambhava, émanation de Shakyamuni apparue peu après son parinirvâna (mort). Durant son existence de plusieurs centaines d’années, Padmasambhava étudie tout d’abord auprès de nombreux maîtres éclairés, puis répand son enseignement en Inde, en Chine (?) et finalement au Tibet, où Yeshe Tsogyal, sa disciple, en devient dépositaire.
- Origine de la lignée Longchen Nyingthig du dzogchen nyingma (Vimalamitra) : Bouddha primordial Samantabhadra → sambhogakaya Vajrasattva → nirmanakaya Shakyamuni → Prahevajra (Garab Dorje), autre émanation de Shakyamuni apparue peu après sa disparition. Prahevajra obtient le dzogchen directement de Vajrasattva et le transmet à Manjushrimitra du royaume semi-mythique d’Oddiyana. Puis vient Shri Singha de Shokyam, guidé vers Mañjuśrīmitra (en) par Avalokiteśvara rencontré à Wutai Shan. Suivent Jnanasutra puis Vimalamitra.
- Origine du dzogchen bön : le bön est très similaire au bouddhisme, mais se réclame d’une tradition parallèle transmise par un être éveillé antérieur au Bouddha historique, né du côté de la Perse ou de l’Asie centrale. La source de la doctrine est ce bouddha, Kuntu Zangpo ; Tongpa Shenrab Miwoche aurait été le premier à la transmettre ; 24 générations plus tard, à l'époque de Trisong Detsen, Dawa Gyaltsen la transmit à Tapihritsa. Pour les pratiquants du bön, le dzogchen se serait développé tout d’abord au royaume de Zhang Zhung dans l’Ouest de l’actuel Tibet. La lignée de transmission orale prétendument ininterrompue se nomme d’ailleurs Zhang Zhung Nyan Gyud, « tradition orale du Zhang Zhung ».

## Organisation des enseignements Dzogchen
Selon la tradition Nyingmapa, Garab Dorje, le premier maître humain du Dzogchen organisa les enseignements en trois sections. Jean-Luc Achard les décrit de la façon suivante:

« I. La Section de l'esprit (Semde (en)), qui met l'accent sur la Clarté [...],

II. la Section de l'Espace Abyssal (Longde), qui met l'accent sur le Vide [...] et

III. la Section des préceptes (Menngagde (en)), qui met l'accent sur l'indifférenciation de la Clarté et du Vide [...] et qui contient les instructions les plus essentielles du Dzogchen. »

## Base primordiale
Les enseignements Dzogchen sont structurés en base, chemin et fruit. En ce qui concerne le premier, Philippe Cornu écrit:

« la base primordiale est le fondement originel de l'esprit d'où jaillissent toutes choses manifestées [...] On décrit la base primordiale par les trois Sagesses : son essence [...] est vacuité, c'est-à-dire dépourvue d'être-en-soi, informulable, au-delà de tout concept et primordialement pure. Sa nature [...] est luminosité, c'est-à-dire que la base n'est pas un néant mais recèle une infinité de qualités lumineuses spontanément présentes quoique non encore manifestées. [...] Son troisième aspect est sa compassion ou énergie [...], que l'on peut définir comme une ouverture incessante, une aptitude à se manifester qui lui permettra de devenir la base d'émergence de toutes choses. »

La Base primordiale est le sujet central du Küntché Gyalpo tantra et des « trésors » ou Dzödun écrits par Longchenpa.

## Rigpa ou la condition naturelle de l'esprit
Pour aboutir à l'autolibération, le dzogchen affirme qu'il faut maintenir sa conscience en rigpa, l'état de présence claire et éveillée. Dans son essence, rigpa est vacuité, mais dans sa nature, il est lumière spontanée, énergie créatrice dont les phénomènes sont les attributs. Interprété selon la doctrine des « trois corps » ou trikāya, l'essence vide est le « corps absolu » ou dharmakāya, la lumière ou la radiance est le « corps de félicité » ou sambhogakāya, et les phénomènes le « corps d'apparition » ou nirmāṇakāya. L'esprit et les passions ne sont donc qu'un jeu issu de la créativité lumineuse. Les phénomènes se dissolvent en rigpa sans laisser de trace, il n'y a pas d'attachement, pas de finalité et donc pas de karma. Rigpa peut être comparé à un miroir, vide en lui-même mais simultanément doté de la potentialité de refléter toutes les apparences, belles ou laides, sans en être souillé. Dans l'état synchronisé à rigpa, on contemple les phénomènes sans s'y attacher, les rejeter, ou se projeter en eux. Ainsi, on demeure stable, hors de l'illusion et de la saisie, dans la non-dualité. La condition naturelle de l'esprit est donc identique à rigpa, spontanément et primordialement pure, lumineuse et vide.
Pour retrouver cette condition, on distingue la base, la voie et le fruit. La base est indiscernable de rigpa. La voie est la reconnaissance de rigpa en soi. Le fruit ou réintégration de la base est le retour des éléments du corps grossier à leur nature lumineuse, et le plein éveil dans un corps de lumière. Le fruit et la base sont une seule et même chose. C’est pourquoi, pour un bouddha, être éveillé, il n'existe aucune voie susceptible d'être parcourue pour en réaliser le fruit. Le chemin de réintégration n'a de sens que pour les êtres sensibles égarés de la base par l'ignorance.
Pour l'être établi en rigpa, il n'y a pas de différence entre la méditation assise et la vie quotidienne.

## Dzogchen Rinpoché
Jigmé Losel Wangpo est le 7e Dzogchen Rinpoché.